# 地方海上分布予報
地方海上分布予報(ちほうかいじょうぶんぷよほう)は、気象庁が提供する防災情報の一つである。気象庁HPでの提供は2015年3月18日からである。

## 概要
気象庁が提供する防災情報の一つで、海上の気象状況の推移を分布図形式で表す。(対象は日本近海のみ)海上警報や海上予報を補足するもので、もともとは気象庁が船舶の安全を確保するために文字形式で発表していた。 

新たな形式の地方海上分布予報では、風、波、視程などの6時間ごとの分布を、24時間先まで、1日4回定時提供されるため、詳細な分布と推移を、把握できる事が期待される。 

海上悪天候等の影響により船舶の航行に危険が発生すると予想される場合に海上警報を発表するため、この情報は海上警報や海上予報と合わせて確認することが望ましい。

従来の文字情報の場合は、日本近海を37の領域に分けて予報していたが、今後は緯度方向、経度方向にそれぞれ1度四方の格子に区切って分布予報としても提供する。